# صالحة سنقر
صالحة سُنْقُر (ولدت 1358 هـ / 1939 م) باحثة سورية في التربية وعلم النفس، تولت منصب وزير التعليم العالي من 1992 إلى 2000، وعميد كلية التربية في جامعة دمشق من 1981 إلى 1986، وهي عضو في اتحاد الكتَّاب العرب. نشرت الكثير من المؤلفات والبحوث والمقالات.

## ولادتها وتحصيلها
وُلدت صالحة بنت محيي الدين سُنقُر في دمشق، يوم الثلاثاء 10 جُمادى الأولى 1358هـ الموافق 27 يونيو (حَزِيران) 1939م، وفيها تلقَّت تعليمها الابتدائي والإعدادي، ثم تابعت المرحلة الثانوية في دراسة حرَّة. حصلت على الإجازة (بكالوريوس) في الدراسات الفلسفية والاجتماعية، من كلية الآداب في جامعة دمشق، عام 1965، وعلى إجازة في اللغة العربية وآدابها من قسم اللغة العربية بالكلية نفسها. ثم حصلت على دبلوم التأهيل التربوي، ودبلوم الدراسات العليا في علم النفس، ودبلوم دراسات عليا في الإدارة والتوجيه التربوي.
ثم تابعت دراستها العليا فنالت شهادة (ماجستير) في التربية، عنوان رسالتها "مشكلة الامتحانات في القطر العربي السوري". ثم حصلت على شهادة (دكتوراه) في فلسفة التربية (تخصُّص توجيه تربوي)، من جامعة القاهرة.

## أعمالها ووظائفها
بدأت عملها الوظيفي معلمةً في دار المعلِّمات في درعا، ومعلمة ومشرفة تربوية ومديرة في بعض ثانويات دمشق، من عام 1966 إلى 1976. ثم انتقلت للعمل محاضرةً في قسم المناهج وطرائق التدريس بكلية التربية في جامعة دمشق من 1977 إلى 1979، وتولت منصب وكيل كلية التربية عام 1979 إلى 1981. ثم عُيِّنت عميدة للكلية من 1981 إلى 1986، واستمرَّت أستاذة (بروفيسور) في الكلية، إلى أن عُيِّنت رئيسة لقسم المناهج وأصول التدريس عام 1991.
أشرفت منفردة وبالاشتراك على أكثر من 40 رسالة جامعية ما بين ماجستير ودكتوراه في جامعات دمشق، واليرموك، والقاهرة. وشاركت في مناقشة أكثر من 50 رسالة ماجستير ودكتوراه في جامعتي دمشق واليرموك.
في عام 1992 اختيرت لمنصب وزير التعليم العالي في سورية، خلَفًا للوزير كمال شرف، في حكومة الرئيس محمود الزعبي، واستمرَّت إلى الربع الأول من عام 2000، وخلَفَها في الوزارة الدكتور حسان ريشة.
ويذكر الكاتب فايز القنطار أن كتاب صالحة سنقر "ملامح تربوية في خطابات القائد حافظ الأسد" كان طريقَها إلى بلوغ الوِزارة؛ لأن النفاق والتملُّقَ وتمجيد الأسد إلى درجة التقديس بات من المعايير الأساسية للوصول إلى المناصب العليا في سورية، فدخلت فئةٌ واسعة من المثقفين الانتهازيين، في تنافس شديد في إنشاء خطابات المديح وتمجيد الطاغية، حتى جعلوه فوق البشر، يحمل خصائص الألوهية... وصار البلد يُدار كالمضافة أو الديوانية بطريقة ارتجالية، كما يُعيَّن الوزراء استنادًا إلى موقفهم من العائلة الحاكمة وعَلاقتهم بأجهزة الاستخبارات، ومشاركتهم في حلَقات الدبكة للاحتفاء بتجديد البيعة للقائد، من دون النظر إلى الاعتبارات الأُخرى.
وكانت سنقر قبل تسلُّمها وِزارة التعليم العالي ترتدي الحجابَ الشرعي، وما إن تلقَّت قرارَ تعيينها وزيرةً في حكومة حزب البعث الحاكم، حتى وصلت إليها تعليماتٌ من الأجهزة الأمنية بأن الحجاب ليس مرحَّبًا به في مهمَّتها الوِزارية، فخلعت الحجاب وتخلَّت عنه.

### مناصبها
تولت عددًا من المناصب في سورية، منها:
- عضو مجلس الشعب.[2]
- رئيس مجلس التعليم العالي.
- رئيس المجلس الأعلى للعلوم.
- رئيس المجلس الأعلى لرعاية الفنون والآداب والعلوم الاجتماعية.
- رئيس اللجنة الوطنية لمؤتمر المرأة العالمي الرابع.
- رئيس وفد الجمهورية العربية السورية في كثير من المؤتمرات الدَّولية.
- نائب رئيس (عن المنطقة العربية) في المجلس التنفيذي لمنظمة التوانسو، مؤتمر أبوجا- نيجيريا، عام 1995.
- نائب رئيس (عن المنطقة العربية) في المجلس التنفيذي لمنظمة التواس والتوانسو، مؤتمر ريودي جانيرو- البرازيل، عام 1997.[5]

## نشاطاتها
- عضو اتحاد الكتاب العرب.
- عضو نقابة المعلمين السورية.
- عضو هيئة تحرير مجلة جامعة دمشق.
- عضو لجنة التأليف والترجمة والنشر في جامعة دمشق.
- عضو المكتب التنفيذي لمنظمة دول العالم الثالث.[7]

## مؤلفاتها
1. التربية الوطنية، وِزارة التربية السورية 1971.[6]
2. مشكلة الامتحانات في سورية، جامعة دمشق 1975.[4]
3. تطوير التوجيه التربوي في مجال التعليم الابتدائي بسورية، وِزارة الثقافة السورية 1980.
4. الإشراف الفني في مرحلة التعليم الابتدائي في سورية، دمشق 1980.
5. الثقافة الفلسفية، جامعة دمشق 1981.
6. طرائق في تقويم المعلم، دمشق 1981.
7. التربية قبل المدرسة الابتدائية، جامعة دمشق، ط1، 1982، ط4، 2002.[11]
8. التوجيه التربوي وتدريب المعلم، جامعة دمشق 1982.[12]
9. الطرائق الخاصة في تدريس الفلسفة والتربية، جامعة دمشق 1982.
10. الطرائق الخاصة بالتعليم الابتدائي، جامعة دمشق 1983.[13]
11. المناهج التربوية، جامعة دمشق، ط1، 1983، ط8، 2002.
12. الدراسات العليا في الجامعات العربية مقوِّماتها ودورها في خدمة التنمية، المنظمة العربية للتربية والثقافة والعلوم (يونسكو)، ومركز بحوث التعليم العالي بدمشق 1984.
13. التربية العامة، وزارة التربية السورية 1990.
14. المعالم التربوية في فكر القائد حافظ الأسد، ندوة مكتب الإعداد بالقيادة القطرية في سورية 1992.[5]
15. بحوث في قضايا المرأة، 1995.[14]
16. طرائق تدريس الفلسفة والتربية، بالاشتراك مع ملكة أبيض، جامعة دمشق 1995.[15]
17. التربية الأساسية النخبة: تطوير الكفاءات، تأليف جوان فريمان، ترجمة صالحة سنقر، المنظمة العربية للتربية والثقافة والعلوم (يونسكو)، والمركز العربي للتعريب والترجمة والتأليف بدمشق 1998.
18. المدرسة المجتمعية، دار الفكر بدمشق 2005.[11]
19. الإشراف التربوي، جامعة دمشق، 2007.[16]
20. أهمية التربية والتعليم في حياة الأمَّة الإسلامية، المنظمة الإسلامية للتربية والثقافة والعلوم الإيسيسكو 2008.
21. تطور التعليم العالي في سورية من عام 1970 حتى عام 2000 وتوجُّهاته المستقبلية، وِزارة التعليم العالي السورية.
22. نظريات التوجيه التربوي، جامعة دمشق.[7]
23. ملامح تربوية في خطابات القائد حافظ الأسد.

## مقالاتها
نشرت عددًا كبيرًا من البحوث والمقالات في المجلات السورية والعربية، ومن هذه المقالات:
1. تطوير التوجيه التربوي، مجلة المعرفة، ديسمبر - 1980.
2. تطوير الدراسات العليا والبحث العلمي في الوطن العربي، مجلة المعرفة، أغسطس - 1983.
3. المجالات الثقافية للمرأة العربية في بلاد الشام في العصرين الأموي والعباسي، مجلة التراث العربي، يناير - 1988.
4. المرأة عند الجاحظ بين دافعية النمو ودافعية النقص، مجلة التراث العربي، أكتوبر - 1995.
5. الأيام هدفت إلى تفاعل الفكر، صحيفة الثقافة، ديسمبر - 1997.
6. معالم علم الاجتماع التربوي في فكر ابن خلدون، مجلة المعرفة، مارس - 2007.
7. عولمة التربية وتربية العولمة تأملات وحقائق، مجلة المعرفة، نوفمبر - 2007.
8. التعليم في الوطن العربي والتحديات التي تواجهه: تطبيق برنامج التعليم للجميع، مجلة المعرفة، أكتوبر - 2009.
9. التعلم مدى الحياة: مفهوم يناقش من جديد، مجلة المعرفة، يناير - 2010.
10. الأمن التربوي للطفل في العالم الرقمي، مجلة المعرفة، ديسمبر - 2010.
11. كتاب الشهر: في ذكرى الدكتور فاخر عاقل، مجلة المعرفة، أبريل - 2012.
12. الإدارة التربوية بالقيم، مجلة المعرفة، مايو - 2012.
13. الثقافة والثقافة التنظيمية، مجلة المعرفة، سبتمبر - 2012.
14. المرأة الأكاديمية وإدارة التعليم العالي، مجلة المعرفة، أبريل - 2018.

ونُشر لها في مجلة مجمع اللغة العربية بدمشق كثير من الكلمات التي ألقتها في أثناء رعايتها لبعض مؤتمرات المجمع وندَواته العلمية منها:
1. ندوة معجم النفط: كلمة جلسة الافتتاح، مجلة المجمع، يوليو - 1994.
2. كلمة الأستاذة الدكتورة صالحة سنقر وزيرة التعليم العالي، مجلة المجمع، أبريل - 1995.
3. كلمة الدكتورة صالحة سنقر وزيرة التعليم العالي، مجلة المجمع، يناير - 1996.
4. كلمة الأستاذة الدكتورة صالحة سنقر وزيرة التعليم العالي، مجلة المجمع، أبريل - 1997.
5. كلمة السيدة الأستاذة الدكتورة صالحة سنقر وزيرة التعليم العالي راعية الحفل، مجلة المجمع، يوليو - 1998.
6. كلمة الأستاذة الدكتورة صالحة سنقر وزيرة التعليم العالي، مجلة المجمع، يوليو - 1999.
7. كلمة الدكتورة وزيرة التعليم العالي في افتتاح ندوة المصطلح، مجلة المجمع، يوليو - 2000.

وشاركت في الكتابة للموسوعة العربية الصادرة عن هيئة الموسوعة العربية في سورية، من ذلك:
1. جون ديوي John Dewey الفيلسوف والمربي الأمريكي صاحب مذهب الأداتية.[18]

## تكريمها
- حصلت على جائزة المنظمة الإسلامية للتربية والثقافة والعلوم الإيسيسكو (ICESCO)، عام 2000.
- كرَّمتها كلية التربية في احتفاليتها بعيدها الماسي بمناسبة مرور 75 عامًا على تأسيسها، مع عدد من عمداء الكلية السابقين، عام 2021.[19]

## الملاحظات
1. ↑  هذا ما ذكره أديب عزَّت في كتابه "معجم كتَّاب سورية"، وتابعه عليه نزار أباظة في "معجم شهيرات النساء في سورية"، وفي بعض المصادر أنها حصلت على الدكتوراه من جامعة دمشق.

## وصلات خارجية
- فيديو وثائقي عن الأستاذة الدكتورة صالحة سنقر عميد كلية التربية ما بين عام ١٩٨١ و١٩٨٦.
- أرشيف الشارخ للمجلات الأدبية والثقافية العربية، مقالت صالحة سنقر.